# تيم فريك
تيم فريك هو مدرب كرة سلة كندي، ولد في 23 نوفمبر 1952 في باركسفيل في كندا.